# Christian Schrøder i Biograf-Teater
Christian Schrøder i Biograf-Teater også kendt som Jens i biografen er en dansk stum komediefilm fra 1910 produceret af Nordisk Films Kompagni. Filmens instruktør er ukendt. 
Filmen blev i engelsketalende lande distribueret som Willy visits the Cinematograph Theatre og i tysktalende lande under titlen Hans im Kino

## Handling
Jens har levet sit liv langt ude på landet før han blev indkaldt som soldat, og kender derfor ikke til de fristelser som storbyen indeholder. Han har sin kæreste, der sørger for at han får nok at spise. Han bliver sendt ud og handle i byen, men møder et filmhold med skuespillere og blander sig uforvarende i et slagsmål, og senere i en filmoptagelse med flotte piger. Da han så tager sin kæreste med i biografteatret, opdager han sig selv i filmen, hvilket kæresten langt fra synes om ..

## Medvirkende
- Christian Schrøder